# Quedius vicinus
Quedius vicinus (лат.) — вид коротконадкрылых жуков рода Quedius из подсемейства Staphylininae (Staphylinidae). Западная Палеарктика, в том числе Россия (Северный Кавказ: Дагестан) и Ближний Восток (Израиль, Иран, Ливан).

## Описание
Мелкие жуки с укороченными надкрыльями и удлиненным телом, длина около 1 см (от 12 до 14 мм). 
От близких видов (Quedius balticus, Quedius altaicus, Quedius subunicolor, Quedius sundukovi) отличается относительно крупными размерами, общей коричневой окраской тела, надкрыльями равными по длине пронотуму, строением гениталий. Парамеры эдеагуса (латерально) своей вершиной направлены вентрально и в сторону от срединной лопасти в форме мелкого крючка. Формула лапок 5-5-5. Голова округлая, более узкая, чем переднеспинка. Передняя часть тела (голова и пронотум) блестящая. 
Вид был впервые описан в 1832 году российским энтомологом Эдуардом Петровичем Менетрие (Édouard Ménétries; 1802—1861). Включён в состав номинативного подрода Quedius s. str. (по признаку цельного переднего края лабрума) вместе с видами Q. altaicus, Q. subunicolor, Q. meridiocarpathicus и Q. balticus.